# Selfie (film 2019)
Selfie  è un film documentario del 2019 scritto e diretto da Agostino Ferrente. 

## Trama
Alessandro è un barista e Pietro un aspirante barbiere. I due sedicenni, seguendo le indicazioni del regista, si filmano con un iPhone per raccontare il loro difficile quartiere, il Rione Traiano, la loro vita quotidiana e l'amicizia che li lega. Raccontano anche della tragedia di Davide Bifolco, il loro vicino e amico che, nel 2014, è stato ucciso innocente da un carabiniere dopo un inseguimento perché scambiato per un ricercato in fuga. È leggendo di quell'episodio che l'autore li ha cercati, affidando loro lo smartphone, affinché raccontassero dal di dentro il contesto in cui è maturata quella tragedia. 

## Produzione
Il documentario è stato interamente girato a Napoli.

## Distribuzione
Il film, presentato in anteprima mondiale al Berlin International Film Festival del 2019 , è una coproduzione franco-italiana, finanziata da Arte e Rai Cinema ed è stato distribuito in Italia dall'Istituto Luce Cinecittà, con il patrocinio di Amnesty International dal 30 maggio 2019.  

## Accoglienza

### Critica
(Silvana Silvestri, recensione su Il Manifesto, 30 maggio 2019)
(Emiliano Morreale, recensione su la Repubblica, 30 maggio 2019)
(Fulvia Caprara, recensione suLa Stampa, 30 maggio 2019)

## Riconoscimenti
- 2019 – European Film Award
  - Nomination Miglior documentario[3][4]
- 2019 - EBS International Documentary Festival
  - Documentary Goyang Award [5]
- 2019 - Luxembourg City Film Festival 
  - Premio per il Miglior Documentario [6]
- 2020 – David di Donatello
  - Miglior documentario di lungometraggio
- 2020 – Nastro d'argento
  - Miglior Film del Cinema del Reale